# ألكسندر بارون
ألكسندر بارون (بالإنجليزية: Alexander Baron)‏ (4 ديسمبر 1917 في المملكة المتحدة - 6 ديسمبر 1999، هامبستاد في المملكة المتحدة)؛ كاتب سيناريو وروائي بريطاني.

## روابط خارجية
- ألكسندر بارون على موقع IMDb (الإنجليزية)
- ألكسندر بارون على موقع أول موفي (الإنجليزية)
- ألكسندر بارون على موقع قاعدة بيانات الأفلام السويدية (السويدية)
- ألكسندر بارون على موقع قاعدة بيانات الفيلم (الإنجليزية)
- ألكسندر بارون على موقع كينوبويسك (الروسية)